# シュリーヴィジャヤ
ヴィジャヤ（サンスクリット語: विजय, ラテン文字転写: Vijaya, 生年不詳 - 1007年?）は、チャンパ王国（占城国）第8王朝の第2代国王（在位：997年? - 1007年?）。『宋史』では楊普倶毗茶逸施離（ベトナム語: Dương Phổ Câu Tỳ Trà Dật Thi Ly）および楊普倶毗茶室離（ベトナム語: Dương Phổ Câu Tỳ Trà Thất Ly）、『宋会要輯稿』では楊甫恭毗施離（ベトナム語: Dương Phủ Cung Tỳ Thi Ly）とそれぞれ記される。

## 生涯
ハリヴァルマン2世の死後即位した。997年5月、李補良・押陀羅潘思を宋に遣使している。同年に兵を出して前黎朝大瞿越の辺境を窺う姿勢を見せた。999年2月28日、正使の朱陳堯・副使の蒲薩陀婆・判官の黎姑倫を宋に遣使して犀角・象牙・玳瑁・香薬を献じ、真宗より冠帯衣褥を賜った。同年、パラメーシュヴァラヴァルマン1世の代に大瞿越軍の侵攻を受けて大きな被害を蒙ったインドラプラに代わって、ヴィジャヤを建造して新たな王都とした。1004年9月28日にも宋に遣使し、良馬・介冑・戎器を賜った。翌1005年の上元節、チャンパの使者は真宗の詔により大瞿越の行軍王黎龍鍉や大食国の使節と一同観燈宴飲している。同年4月にも使者を送り、1007年5月8日には布禄爹地加を宋に派遣してインドラプラからヴィジャヤに遷都したことを奉表した。

## 参考資料
- George Cœdès (May 1, 1968). Walter F. Vella. ed. The Indianized States of South-East Asia. Susan Brown Cowing. trans. University of Hawaii Press. ISBN 978-0824803681
- Bruce McFarland Lockhart; Kỳ Phương Trần (January 1, 2011). The Cham of Vietnam: History, Society and Art. National University of Singapore Press. ISBN 978-9971-69-459-3
- Georges Maspero 著、馮承鈞 訳『占婆史』商務印書館〈尚志学会叢書〉、1933年3月。
- 石井米雄、桜井由躬雄 編『東南アジア史 I 大陸部』山川出版社〈新版 世界各国史 5〉、1999年12月20日。ISBN 978-4634413504。
- 桃木至朗「十-十五世紀ベトナム國家の「南」と「西」」『東洋史研究』第51巻第3号、京都大学東洋史研究会、1992年12月31日、464-497頁。
- 『宋史』巻四百八十九 列伝第二百四十八 外国五 占城
- 『安南志略（中国語版）』巻十一 黎氏世家
- 『大越史記全書』本紀巻之二 李紀 太祖皇帝
- 『宋会要輯稿』巻百十九 蕃夷四 占城

| スタブアイコン | サブスタブ | この項目は、まだ閲覧者の調べものの参照としては役立たない、人物に関連した書きかけの項目です。この項目を加筆・訂正などしてくださる協力者を求めています（P:人物伝/PJ:人物伝）。 |